# Dicogàmia

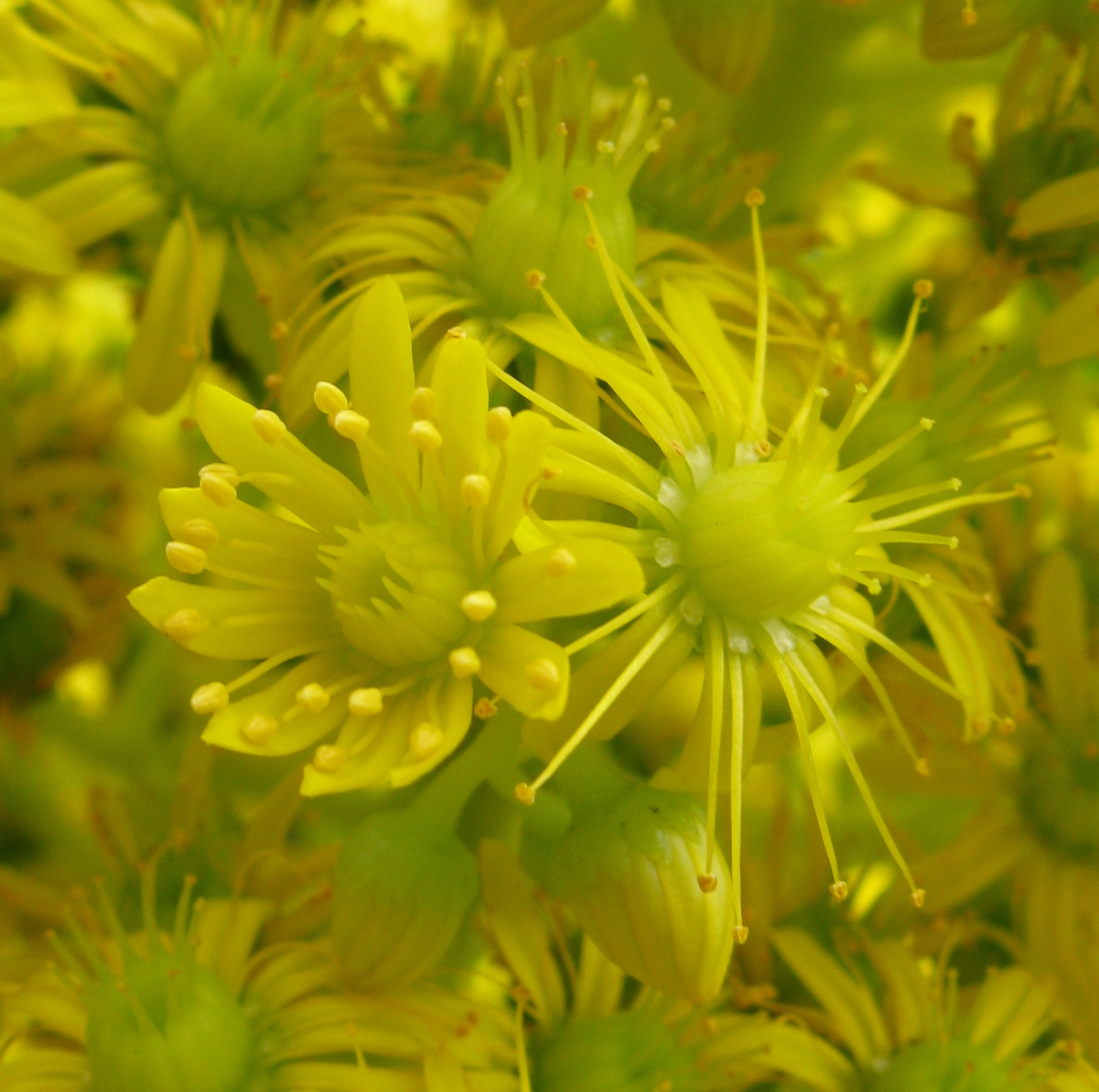
Protàndria en Aeonium undulatum

La dicogàmia és el procés de maduració asincrònica dels pistils i dels estams d'una mateixa flor per tal de prevenir l'autofecundació. També se l'anomena hermafroditisme seqüencial perquè, encara que cada flor té òrgans sexuals masculins i òrgans sexuals femenins (hermafrodita), no els té actius al mateix temps, sinó en seqüències de temps diferents.

## Tipus de dicogàmia
La dicogàmia es dona en plantes amb flors (angiospermes) que tenen la capacitat de separar temporalment la maduració dels òrgans sexuals dins la mateixa flor o en la mateixa planta. Hi ha dos tipus de dicogàmia:
- La proterogínia, en la qual la maduració del gineceu precedeix la de l'androceu.
- La proteràndria, en la qual l'androceu madura abans que el gineceu.

## Funcionalitat
Històricament, la dicogàmia ha sigut considerada un mecanisme per reduir l'endogàmia, com, per exemple, per Darwin, el 1862. Això no obstant, la proporció d'espècies dicògames és semblant tant en plantes autògames com també en al·lògames. La durada del període de receptivitat estigmàtica és molt important pel que fa a la regulació de l'aïllament entre sexes en les plantes dicògames, i aquesta durada dependrà de la temperatura i la humitat.
La proteràndria afavoreix l'al·logàmia i és la condició més freqüent en espècies amb dicogàmia intrafloral. La proterogínia intrafloral està associada amb l'autogàmia; això vol dir que aquest procés és un recurs evolutiu per assegurar la producció de fruits i de llavors.